# Eric Sardinas
Eric Sardinas (Fort Lauderdale, 1970) è un chitarrista e cantante statunitense, noto soprattutto per l'uso della chitarra resofonica, per il suo stile originale e per le esibizioni dal vivo.

## Biografia
Nato nel 1970 a Fort Lauderdale, in Florida, inizia a suonare la chitarra alla tenera età di sei anni. Anche se mancino di natura, comincia subito a impugnare lo strumento da destro, approccio che presenta chiaramente maggiori difficoltà iniziali, ma che non ha mai rappresentato un impedimento per Sardinas ed è stato anzi un grande contributo alla formazione della sua originale tecnica e del suo stile.
Nel 1999 esce il suo album di debutto Treat Me Right, seguito da Devil's Train, nel 2001.
Nel 2002 Sardinas partecipa all'album di tributo al chitarrista blues Bo Diddley, Hey Bo Diddley - A Tribute!, con una cover del brano Ride on Josephine.
Nel 2003 esce l'album Black Pearls, pubblicato dalla Favored Nations, etichetta discografica fondata dal chitarrista Steve Vai. Sardinas è inoltre stato l'artista di supporto di quest'ultimo durante il The Real Illusions Tour del 2005.
Nel 2008 esce il suo quarto album di studio Eric Sardinas and Big Motor, registrato con Levell Price al basso e Patrick Caccia alla batteria.
Il 22 agosto 2011 esce Sticks & Stones, quinto album di studio dell'artista, uscito per la Mascot Records, con Levell Price al basso e Chris Frazier alla batteria.

## Stile
Sardinas è noto per la sua abitudine di dare fuoco allo strumento durante le sue esibizioni dal vivo, che nel 2000, durante uno spettacolo a Sydney, in Australia, gli ha causato un'ustione di terzo grado al polso sinistro.
Tra i generi che lo hanno più ispirato, Sardinas cita la musica gospel, la musica della Motown e la musica R&B, che lo hanno spinto alla ricerca degli intensi suoni acustici del profondo Sud degli Stati Uniti. Tra i suoi artisti preferiti e quelli che più lo hanno influenzato cita i bluesmen del Delta Charlie Patton, Son House, Robert Johnson, Skip James, Bukka White, Big Bill Broonzy, Elmore James, Muddy Waters e Fred McDowell.

## Discografia

### Album in studio
- 1999 – Treat Me Right
- 2001 – Devil's Train
- 2003 – Black Pearls
- 2008 – Eric Sardinas and Big Motor
- 2011 – Sticks and Stones
- 2014 – Boomerang

### EP
- 2000 – Angel Face